# Саньциншань
Гора Саньциншань (кит. упр. 三清山, пиньинь Sānqīng Shān) или гора Саньцин — гора и одноимённый национальный парк в китайской провинции Цзянси, примерно в 215 км к востоку от города Наньчан. В 2008 году местность включена в список Всемирного наследия. Основной достопримечательностью местности являются живописные группы гранитных скал среди густого леса.
Национальный парк занимает площадь в 22 950 га, расположен на западе горной гряды Хуаю. Название «Саньцин» в дословном переводе означает Трое праведных (в даосском храме три статуи: Лао-цзы, Жёлтый император и Нефритовый император). Природный пейзаж состоит из 48 пиков и 89 гранитных колонн, некоторые из них напоминают силуэты людей или животных. Гора Саньциншань достигает высоты 1817 м. Территория национального парка покрыта лесами умеренных поясов, но окружена субтропической растительностью.

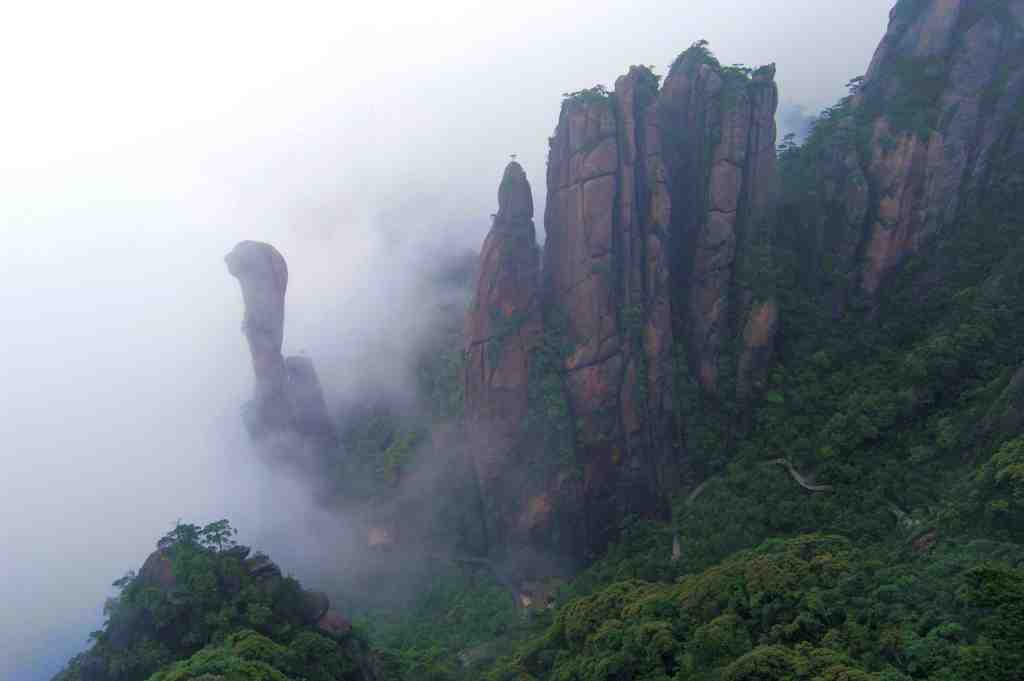
Скалы
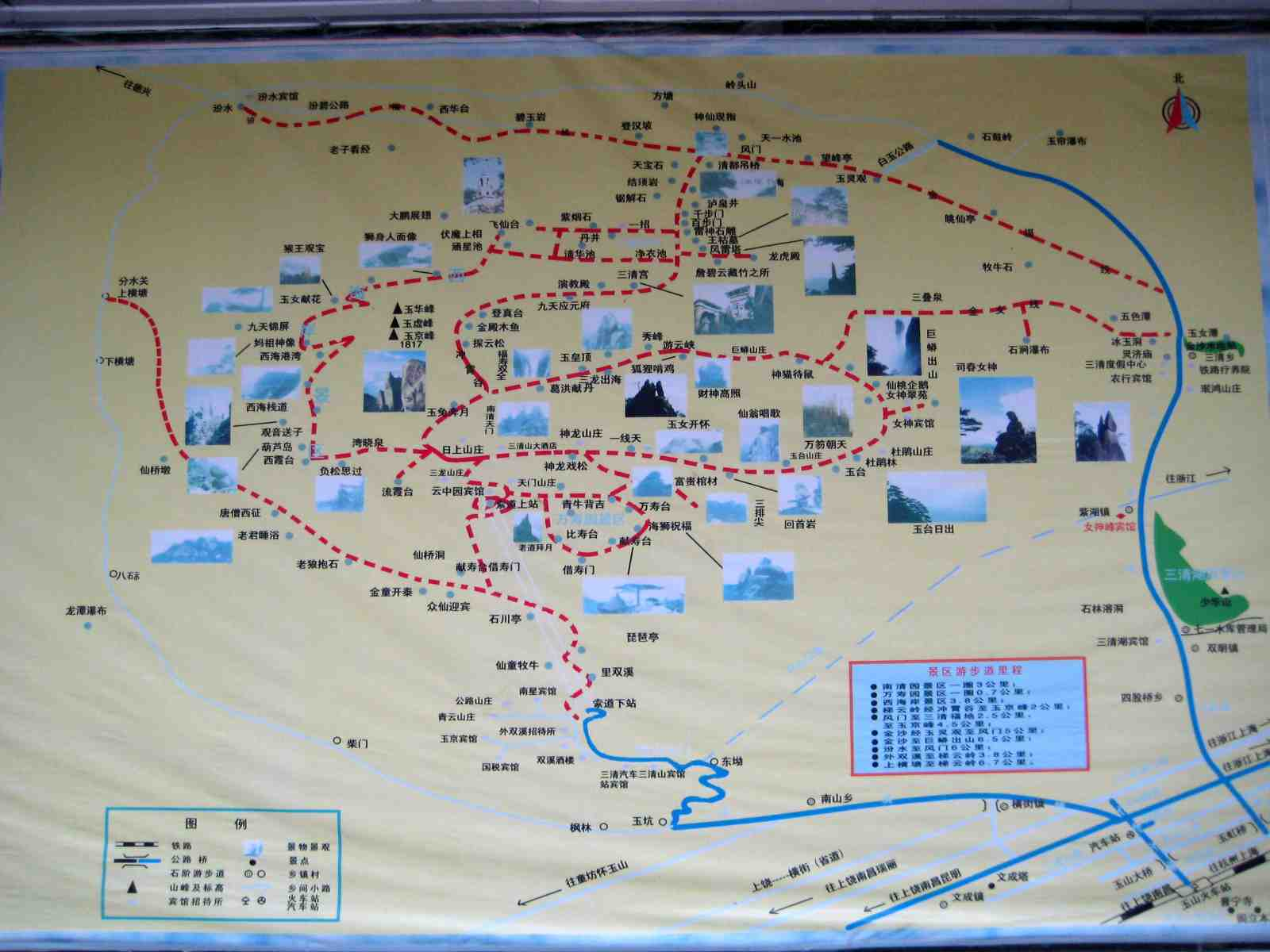
Карта местности
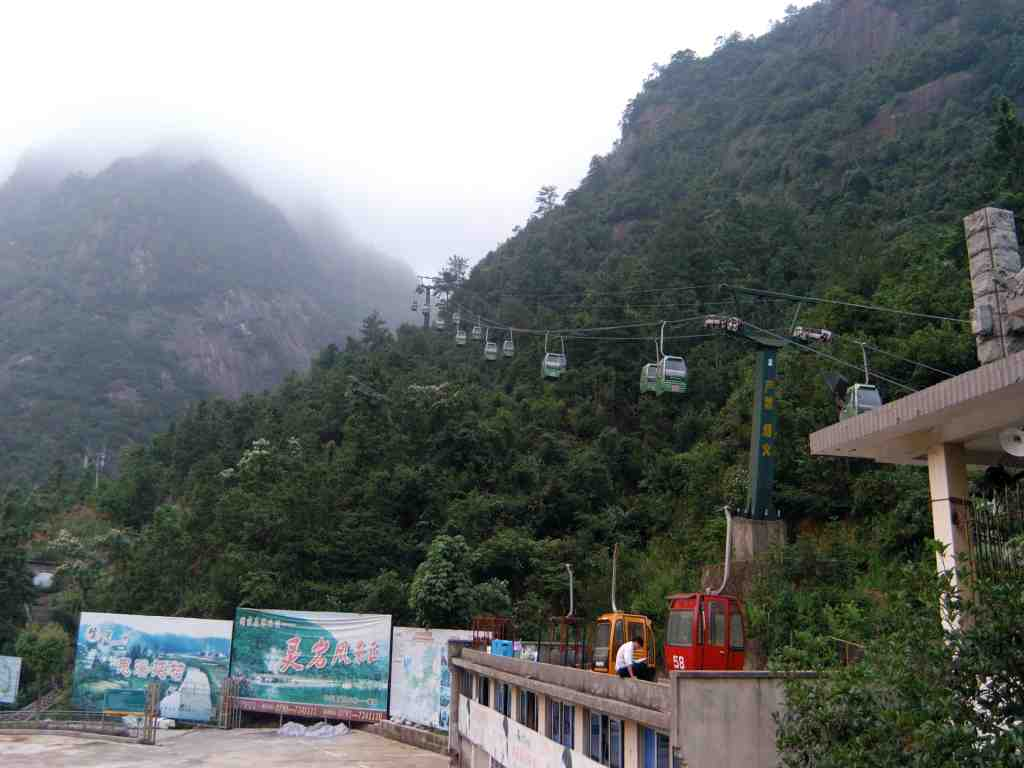
Канатная дорога
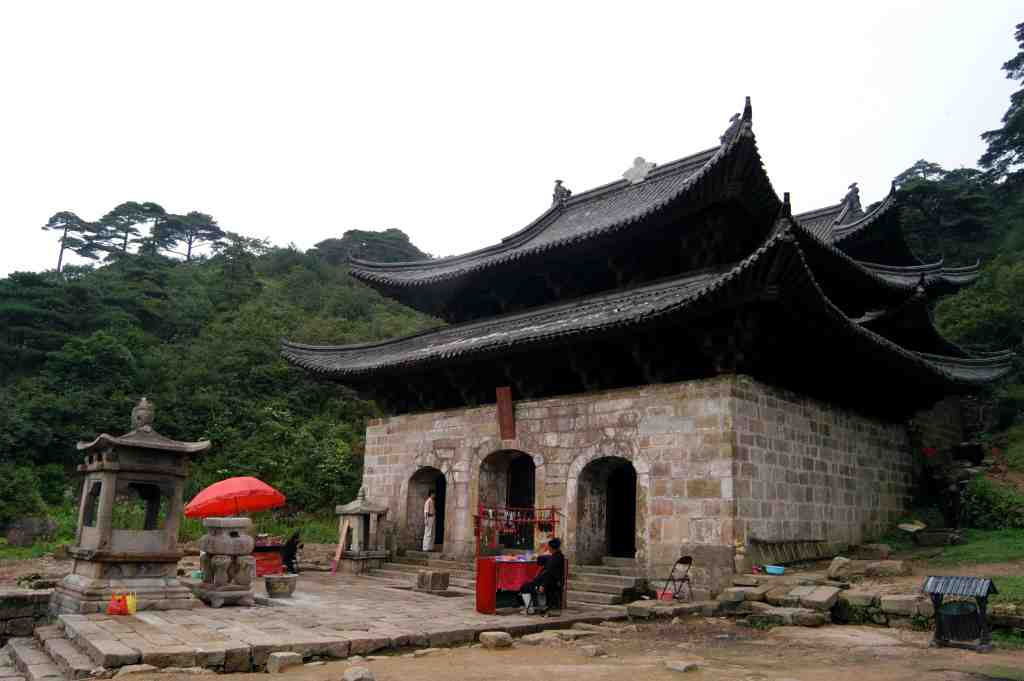
Храм